# 豊築地域
豊築地域（ほうちくちいき）は、福岡県北九州地方南東部の京築地域のうち、豊前市と築上郡を指す地域である。豊前・築上地域とも言う。
中心都市は豊前市で豊前警察署、豊前消防署、JA福岡豊築などはこの地域を管轄している。1市3町で行われている事業や京都地域と合同で行われている事業も多い。地理、経済的に北九州市、大分県中津市との関係が深く、大分県北部との交流も盛んである。

## 構成自治体
- 豊前市
- 築上町
- 上毛町
- 吉富町

## 豊築の付く主な団体・企業・道路
- JA福岡豊築
- 豊築漁協
- 豊築交通会館
- 豊築林道
- 豊築休日急患センター
- 豊築森林組合
- 豊築市：2006年3月27日に豊前市と旧椎田町、旧築城町が合併して誕生する予定だった市。椎田町の住民投票で反対多数の結果となり、合併は白紙となる。